# Sylvia von Stieglitz
Sylvia von Stieglitz (* 23. Januar 1955 in Berlin-Wilmersdorf) ist eine deutsche Politikerin (FDP). Sie war von November 2009 bis 2011 Mitglied des Abgeordnetenhauses von Berlin.

## Leben
Von Stieglitz absolvierte im Jahr 1974 am Walther-Rathenau-Gymnasium in Berlin-Wilmersdorf ihr Abitur. Anschließend folgte von 1975 bis 1982 an den Universitäten Tübingen, Augsburg und Stuttgart-Hohenheim ein Studium der Wirtschafts- und Sozialwissenschaften, welches sie als Diplom-Ökonomin beendete. Nach dem Studium arbeitete sie anschließend als wissenschaftliche Mitarbeiterin an der Universität Stuttgart-Hohenheim. Ab 1990 arbeitete sie in verschiedenen Bereichen der Finanzberatung und ab 1997 war sie Geschäftsführerin der Agentur für Standortmarketing. Seit 2000 ist sie geschäftsführende Gesellschafterin von Stieglitz Unternehmensentwicklung GmbH, deren Gründerin sie auch war. Im Jahr 2008 war sie im Rahmen eines EU-Projektes zur Wirtschaftsförderung Langzeitexpertin in Kairo, Ägypten.

## Politik
Von Stieglitz trat 2002 in die FDP ein. Von 2004 bis 2008 war sie Vorsitzende des Ortsverbands Zehlendorf. Seit 2004 ist sie auch in mehreren Bezirks- und Landesausschüssen aktiv. Am 16. November 2009 rückte sie für den ausgeschiedenen Abgeordneten Martin Lindner ins Berliner Abgeordnetenhaus ein. Dort ist sie Sprecherin ihrer Partei unter anderem für Medienpolitik. Bei der Wahl zum Abgeordnetenhaus von Berlin 2011 zog die FDP nicht mehr in das Parlament ein, und das Mandat von Sylvia von Stieglitz endete.